# 592 Bathseba
592 Bathseba è un asteroide della fascia principale. Scoperto nel 1906, presenta un'orbita caratterizzata da un semiasse maggiore pari a 3,0298157 UA e da un'eccentricità di 0,1290104, inclinata di 10,16308° rispetto all'eclittica.
Il suo nome fa riferimento a Betsabea, personaggio biblico, moglie di Uria l'Ittita e poi di Davide.